# Tentazione di Venere
Tentazione di Venere (Meeting Venus) è un film del 1991 diretto da István Szabó.
Si tratta di una pellicola di produzione britannico-americano-giapponese con interpreti, tra gli altri, Glenn Close, Niels Arestrup, Marián Labuda, Victor Poletti, Jay O. Sanders, Maria de Medeiros e Johanna ter Steege. Il film è stato girato a Budapest in Ungheria.

## Trama
Il rinomato direttore d'orchestra ungherese Zoltan Szanto parte per Parigi con l'incarico di dirigere la grandiosa opera di Richard Wagner, Tannhäuser. In città, si troverà a dover gestire numerosi problemi, che spaziano dalla sfera politica a quella operistica e orchestrale. Nel frattempo, arriva la diva svedese Karin Anderson, inizialmente in rapporti difficili con lui, ma che col tempo evolve in un sentimento amoroso. Insieme cercheranno di superare le difficoltà sorte durante la messa in scena, ma quando Karin scopre l'esistenza della famiglia di Zoltan – moglie e figli – decide di andarsene.

## Voci nelle scene canore
La versione di Tannhäuser che si può ascoltare nel film è eseguita da Kiri Te Kanawa nel ruolo di Elisabeth, da René Kollo nel ruolo di Tannhäuser, da Håkan Hagegård nel ruolo di Wolfram von Eschenbach e da Waltraud Meier nel ruolo di Venus, con la London Philharmonia Orchestra diretta da Marek Janowski. Il compositore David Bedford ha fornito orchestrazioni aggiuntive e musica per il film.

## Accoglienza
Su Rotten Tomatoes, il film ha ottenuto un tasso positivo del 100% con cinque recensioni, con una valutazione media di 7,3/10.

## Riconoscimenti
- 1991 - Mostra internazionale d'arte cinematografica
  - Ciak d'oro a Glenn Close
  - Candidatura per Leone d'oro a István Szabó
- 1992 - Taormina Film Fest
  - Nastro d'argento europeo a István Szabó